# فانتاغ (واشنطن)
فانتاغ (بالإنجليزية: Vantage, Washington)‏ هي منطقة سكنية تقع في الولايات المتحدة في مقاطعة كيتيتاس، واشنطن. يقدر عدد سكانها بـ 70 نسمة ومساحتها 0.8 كم2 وترتفع عن سطح البحر 202 متر.

## موقعیت جغرافیایی
موقعیت جغرافیایی شهرها و مناطق اطراف به شرح زیر است:
400px|left|Localidades na vizinhança